# Kacper Tekieli
Kacper Jakub Tekieli (ur. 23 listopada 1984 w Gdańsku, zm. 17 maja 2023 w Stechelbergu) – polski wspinacz, instruktor wspinaczki sportowej Polskiego Związku Alpinizmu.

## Życiorys
Odbył studia filozoficzne, uzyskując tytuł magistra. W trakcie studiów odwiedził Bieszczady, gdzie zafascynował się górami. W sezonie 2007/2008 był zawodnikiem piłki nożnej w klubie Otryt Lutowiska, pracował także w bacówce pod Małą Rawką. Po studiach spędził kilka miesięcy w górach Alaski, przez rok pracował w Schronisku Murowaniec, następnie przeprowadził się do Krakowa i wyczynowo zajął alpinizmem.
W Tatrach przeszedł około 300 dróg wspinaczkowych, w szczególności (samotnie) większość najważniejszych ścian górskich. W 2010 roku, w ramach VI International Elbrus Race, wbiegł w niecałe pięć godzin na wierzchołek Elbrus, a dwa lata później wraz z Przemysławem Pawlikowskim zajął dwunaste miejsce w biegu górskim w IX Biegu Rzeźnika. Od roku 2010 był uczestnikiem programu Polski Himalaizm Zimowy 2010–2015. W ramach projektu wziął udział w wyprawach na Makalu i Broad Peak Middle. Przeszedł drogi między innymi w Alpach (w tym północne ściany na górach: Eiger, Matterhorn, Grandes Jorasses, a także północno-zachodnią ścianę Monte Civetta w Dolomitach), Kolorado (Octopussy Jeffa Lowe’a, historycznie pierwsza droga lodowa o trudności M8, i inne trudne klasyczne przejścia), Newadzie i na Alasce, a także najszybciej przebył diretissimę północnej ściany Mięguszowieckiego Szczytu Wielkiego.
W kolejnych latach kariery doszedł do wniosku, że „istotą alpinizmu jest przejście trudnej ściany w jak najbardziej sprzyjających warunkach”, wybór najbardziej logicznego rozwiązania danego problemu alpinistycznego. Takie podejście zaowocowało sukcesami na „łańcuchówkach” – projektach formujących kilka rozłącznych dróg wspinaczkowych w spójną, sensowną całość w obrębie pojedynczej akcji górskiej. Przejścia tego rodzaju wykonywał w Tatrach często samotnie i bez asekuracji, również w warunkach zimowych. 18 października 2018 roku pokonał w ten sposób filar Ganku oraz oba filary Rumanowego Szczytu w ciągu siedmiu i pół godziny – był to projekt, nad którym pracował od dłuższego czasu. 5 lipca 2019 roku w parze z Łukaszem Mirowskim w rekordowym czasie 15 godzin i 52 minut pokonał Expandera autorstwa Krzysztofa Pankiewicza, tatrzańską łańcuchówkę, łączącą drogi wspinaczkowe o trudnościach VI–VII- na ścianach Małego Młynarza, Kotła Kazalnicy Mięguszowieckiej, Mnicha i Kościelca.
W tym okresie pozostał także do pewnego stopnia zaangażowany w himalaizm: na jesieni 2016 roku wziął jeszcze udział w tragicznej wyprawie na Shivling, gdzie przeprowadził trudną akcję ratunkową, w której wraz z Pawłem Karczmarczykiem dotarł do śmiertelnie rannego Łukasza Chrzanowskiego i próbował udzielić mu pomocy, w następnym roku K.Tekieli odrzucił zaproszenie na polską wyprawę zimową na K2 i zamiast tego udał się w góry Szkocji, w których poprowadził nowe drogi wspinaczkowe wraz z Sandym Allanem i Andym Nisbetem. Latem 2018 roku zorganizował z Allanem, Rickiem Allenem i Stanislavem Vrbą wyprawę mającą na celu wytyczenie nowej drogi na Broad Peak, która zakończyła się niepowodzeniem po dwóch niebezpiecznych wypadkach. Najpierw Rick Allen podczas samotnego rekonesansu spadł ze znacznej wysokości. Został odnaleziony i uratowany dzięki nowatorskiej akcji z użyciem BSP (pierwszej w historii himalaizmu). Następnie Stanislav Vrba odniósł poważną ranę nogi wskutek ukruszenia się skały podczas wspinaczki. Kacper Tekieli zdołał zjechać z nim na linie do podstawy ściany, skąd wraz z innymi wspinaczami zniósł rannego przez lodowiec do bazy.
W roku 2019 odniósł kolejne istotne sukcesy w górach Europy. Oprócz wspomnianego wyżej Expandera, 4 sierpnia tego roku jako czwarty lub piąty w historii dokonał podwójnego trawersu Matterhornu (przejścia wszystkich czterech grani z dwukrotnym zdobyciem wierzchołka w ramach jednej akcji górskiej), a 13 listopada samotnie i bez użycia liny pokonał północno-wschodnią ścianę Eigera drogą Laupera; obydwa przejścia zostały zauważone przez światowe media górskie. W tym samym roku wytyczył i przebył trzy nowe drogi wspinaczkowe w środkowej Norwegii, współpracując z Michałem Czechem, Janem Kuczerą i Wadimem Jabłońskim. Za jedno z tych osiągnięć, wejście nową drogą na Snøvasskjerdingan, w 2020 r. znalazł się na liście kilkudziesięciu nominowanych do nagrody Piolet d’Or. W dniach 13–14 sierpnia 2020 roku K.Tekieli zdobył wszystkie szczyty Wielkiej Korony Tatr w czasie 37 godzin i 28 minut, poprawiając poprzedni rekord o ponad 11 godzin. W dniach 2–4 marca 2021 roku powrócił na Expandera z Maciejem Ciesielskim i Piotrem Sułowskim, dokonując pierwszego przejścia zimowego (43 godziny i 50 minut ciągłej akcji górskiej w głębokich śniegach) – takie przedsięwzięcie uważano wcześniej za niemożliwe, zostali pionierami. Za to przejście otrzymali Kraków Mountain Award 2021.

## Życie prywatne
Jego pierwszą żoną była pisarka Małgorzata Lebda. 24 września 2020 roku w Gdańsku poślubił medalistkę olimpijską, biegaczkę narciarską Justynę Kowalczyk. 2 września 2021 roku w Krakowie urodził im się syn Hugo.

## Śmierć

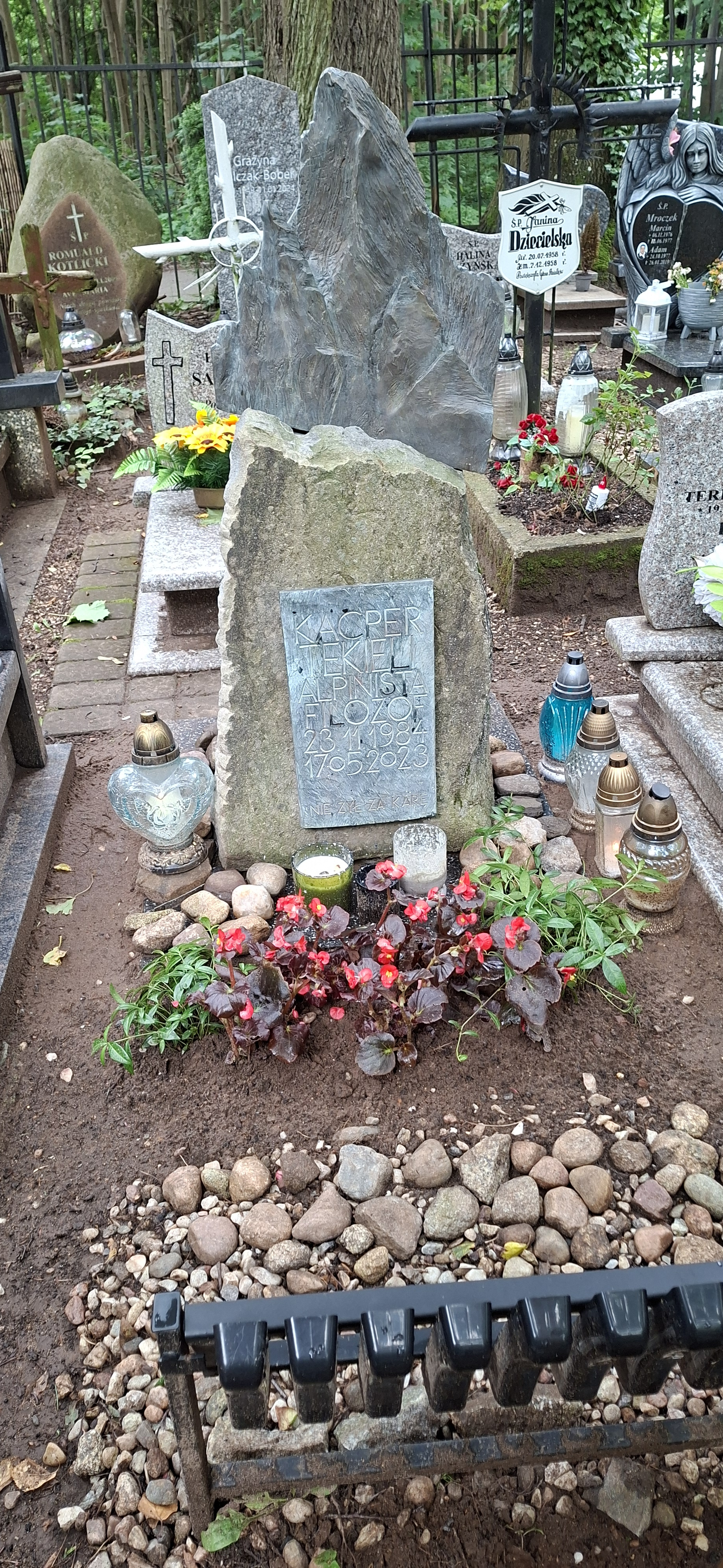
Grób Kacpra Tekielego na cmentarzu Oliwskim w Gdańsku

W maju 2023 podjął atak na szczyt Jungfrau w Szwajcarii, w ramach swojego planu zdobycia wszystkich czterotysięczników w Alpach. 17 maja podczas zejścia z tej góry spadł wraz z lawiną w Stechelbergu w gminie Lauterbrunnen, a jego zwłoki odnaleziono następnego dnia rano w rejonie Rottal-Couloirs. 30 maja 2023 jego prochy pochowano na Cmentarzu Oliwskim w Gdańsku. Pogrzeb miał charakter świecki.